# 四分位距
四分位距（英語：interquartile range, IQR）。是描述統計學中的一种方法，以确定第三四分位数和第一四分位数的差（即{\displaystyle Q_{1},\ Q_{3}}的差距）。與變異數、標準差一樣，表示統計資料中各變量分散情形，但四分差更多为一种稳健统计（robust statistic）。
四分位差（英語：Quartile Deviation, QD），是{\displaystyle Q_{1},Q_{3}}的值差的一半，即{\displaystyle \mathrm {QD} ={\frac {Q_{3}-Q_{1}}{2}}}。

## 定义
四分位距通常是用来构建箱形图，以及对概率分布的简要图表概述。对一个对称性分布数据（其中位数必然等于第三四分位数与第一四分位数的算术平均数），二分之一的四分差等于绝对中位差（MAD）。中位数是聚中趋势的反映。
{\displaystyle \mathrm {IQR} =Q_{3}-Q_{1}}

## 举例

图示中箱形图（有四分位数及四分位距）和概率密度函数 为描述一个常规总量 N(0,1σ^{2})的分布情况

### 图表中的数据
| 数列 | 参数 | 四分差                          |
| ---- | ---- | ------------------------------- |
| 1    | 102  |                                 |
| 2    | 104  |                                 |
| 3    | 105  | {\displaystyle Q_{1}}           |
| 4    | 107  |                                 |
| 5    | 108  |                                 |
| 6    | 109  | {\displaystyle Q_{2}}（中位数） |
| 7    | 110  |                                 |
| 8    | 112  |                                 |
| 9    | 115  | {\displaystyle Q_{3}}           |
| 10   | 118  |                                 |
| 11   | 118  |                                 |

从这个图示中，我们可以算出四分差的距离为{\displaystyle 115-105=10}。

### 箱形图中的数据
```

                            +-----+-+    
  o           *     |-------|     | |---|
                            +-----+-+    
                                         
+---+---+---+---+---+---+---+---+---+---+---+---+   数列
0   1   2   3   4   5   6   7   8   9  10  11  12
```

从该图中我们可算出:
- 第一四分位数{\displaystyle (Q_{1},x_{0.25})=7}
- 中位数（第二四分位数）{\displaystyle (\mathrm {Med} ,x_{0.5})=8.5}
- 第三四分位数{\displaystyle (Q_{3},x_{0.75})=9}
- 四分位距{\displaystyle \mathrm {IQR} =Q_{3}-Q_{1}=2}
- 四分位差{\displaystyle \mathrm {QD} ={\frac {Q_{3}-Q_{1}}{2}}=1}

## 外部連結
- Interquartile Range（页面存档备份，存于）
- QuartileDeviation（页面存档备份，存于）